# Aphrodité Szótéré
Az Aphrodité Szótéré vagy Szoszandra („aki megmenti az embereket”) egy görög szobor, amelynek mintáját i. e. 460 körül, Kalamisz szorász készítette bronzból. Ma már csak a római korból származó márványmásolatokból ismert, amelyek közül a legjobb valószínűleg a Nápolyi Nemzeti Régészeti Múzeumban található, a 2. századból.

## Története

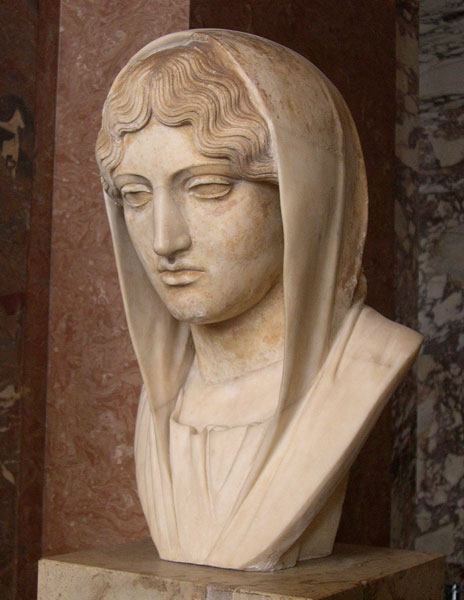
Aphrodité Szótéré feje (2. század) a Louvre Múzeumból

Lukianosz író emlékezett a szoborra, és kifejti, hogy azt az Athéni Akropolisz Propylaea bejáratánál helyezték el, kiemelve „tiszta és tiszteletreméltó” mosolyát: 

„Kalamisz Szoszandrája szerénységével és ugyanazzal a méltóságteljes és könnyed mosollyal fogja díszíteni.”

A műnek mintegy húsz márványmásolata ismert a római korból, köztük egy fej nélküli test és egy mellszobor a Louvre-ban, egy fej, amelyet a Paviai Egyetem régészeti gyűjteményében őriztek, valamint a fej töredéke a római Palatinus Múzeumban. A legjobbak közé tartozó nápolyi szobrot Baiaén találták meg, félig késze, azaz még nem csiszolták meg. Egy másik Pompeiiben található (Stabián fürdő), egy harmadikat pedig a berlini Pergamonmuseum őriz.

## Leírása és stílusa
Aphrodité istennőt köpenybe burkolva ábrázolja, beleértve a fejét is, gondos ráncokba szedve, míg a lábánál a selymes köntös egy sarka látható, finomabb ráncokkal, amely alól a szandál kilátszik. A szigorú stílusú görög szobrászat egyik leghíresebb példája, amely itt az arckifejezés higgadtságában és mindenekelőtt az egész alakot beborító, az testet teljesen elfedő, a fénynek a lehetőségét meghagyva fejeződik ki, lágyan a szövet széles síkjait súrolva.
Luigi Lanzi aláhúzta a gyönyörű ovális arc „szerénységét és mosolyát”. Ugyanazok az ősi források idézik fel szerénységét és tekintetének tisztaságát, és először tárják fel a pszichológiai önvizsgálatot.

## Fordítás
- Ez a szócikk részben vagy egészben  az   Afrodite Sosandra című olasz Wikipédia-szócikk ezen változatának fordításán alapul.  Az eredeti cikk szerkesztőit annak laptörténete sorolja fel. Ez a jelzés csupán a megfogalmazás eredetét és a szerzői jogokat jelzi, nem szolgál a cikkben szereplő információk forrásmegjelöléseként.

## Bibliográfia
- Ranuccio Bianchi Bandinelli–Enrico Paribeni: L'arte dell'antichità classica. Grecia (olasz nyelven). Torino: UTET Libreria (1986). ISBN 88-7750-183-9
- Nicola Bonacasa (szerk.): Lo stile severo in Grecia e in Occidente : aspetti e problemi (olasz nyelven). Róma: L'Erma di Bretschneider (1995). ISBN 9788870628821
- Carlo Beretti-Antonella Coralini-Andrea Gatti: La storia dell’arte : dalle origini all’età carolingia. Milánó: Edizioni scolastiche Bruno Mondadori (2010). ISBN 978-88-424-4664-4
- Pierluigi De Vecchi–Elda Cerchiari: I tempi dell'arte, volume 1, Bompiani, Milánó, 1999 ISBN 88-451-7107-8